# Bembidion quadrimaculatum
Bembidion quadrimaculatum es una especie de escarabajo del género Bembidion, familia Carabidae. Fue descrita científicamente por Linnaeus en 1760.
Se distribuye por Afganistán, Albania, Armenia, Austria, Azerbaiyán, Bielorrusia, Bélgica, Bosnia y Herzegovina, Bulgaria, Canadá, China, Croacia, República Checa, Dinamarca, Estonia, Finlandia, Francia, Georgia, Alemania, Gran Bretaña, Grecia, Hungría, India, Irán, Irak, Italia, Kazajistán, Kirguistán, Letonia, Lituania, Moldavia, Mongolia, Países Bajos, Noruega, Pakistán, Polonia, Portugal, Rumania, Rusia, Serbia, Eslovaquia, Eslovenia, España, Suecia, Suiza, Tayikistán, Turquía, Turkmenistán, Estados Unidos y Ucrania.

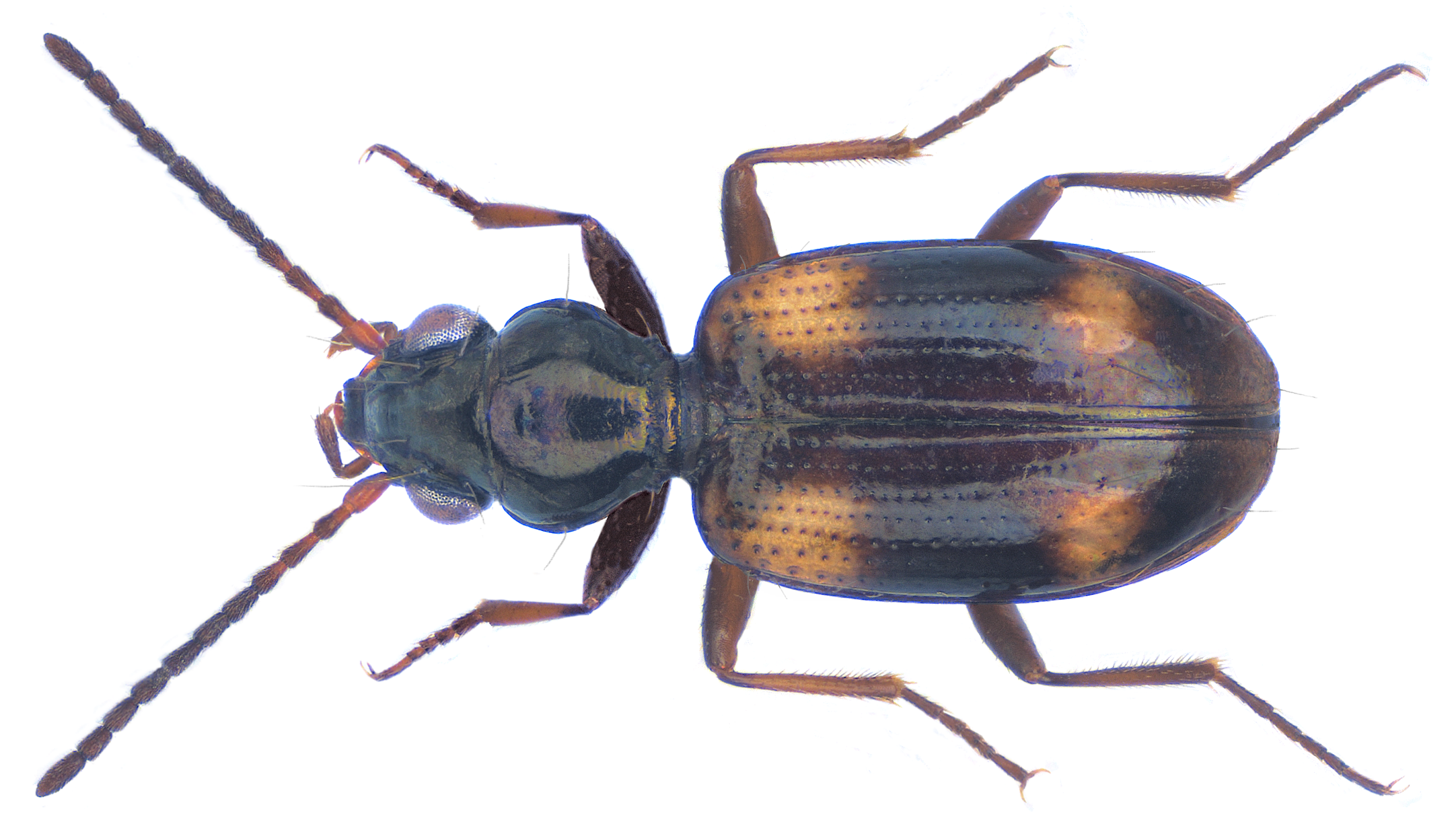
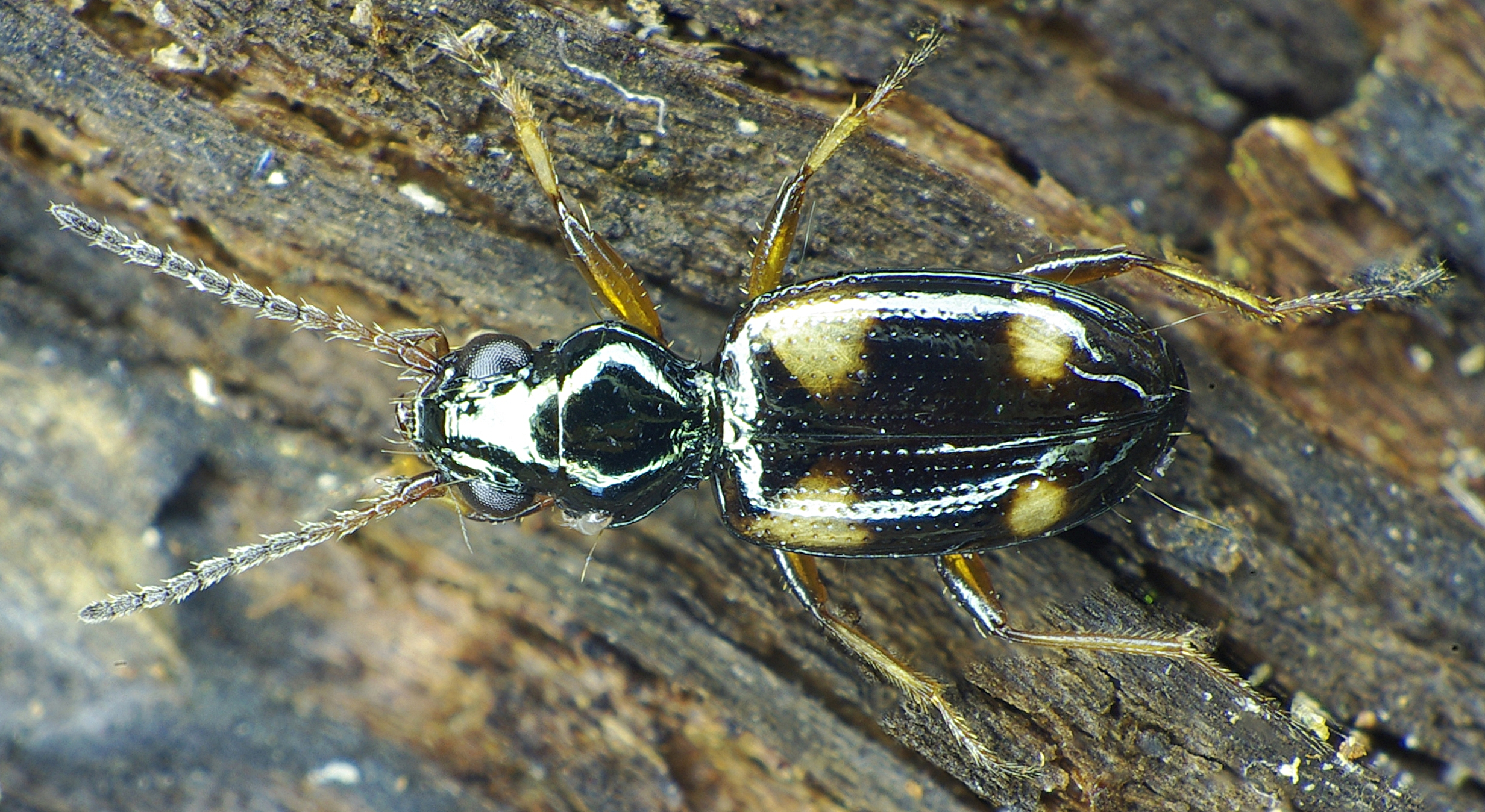
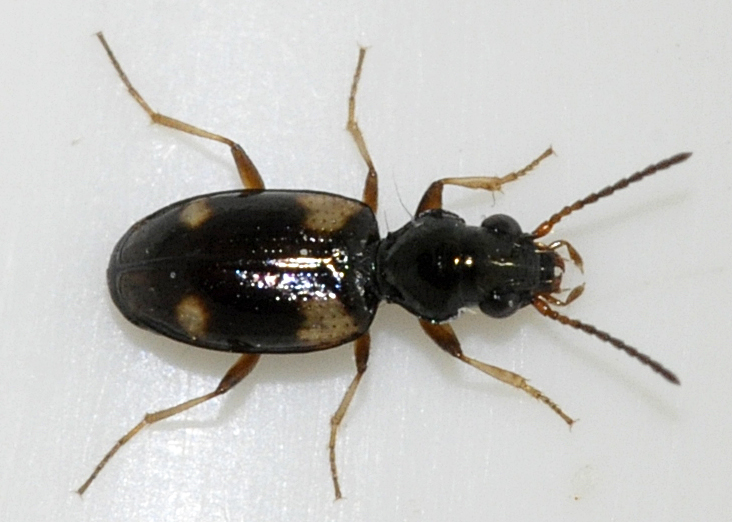
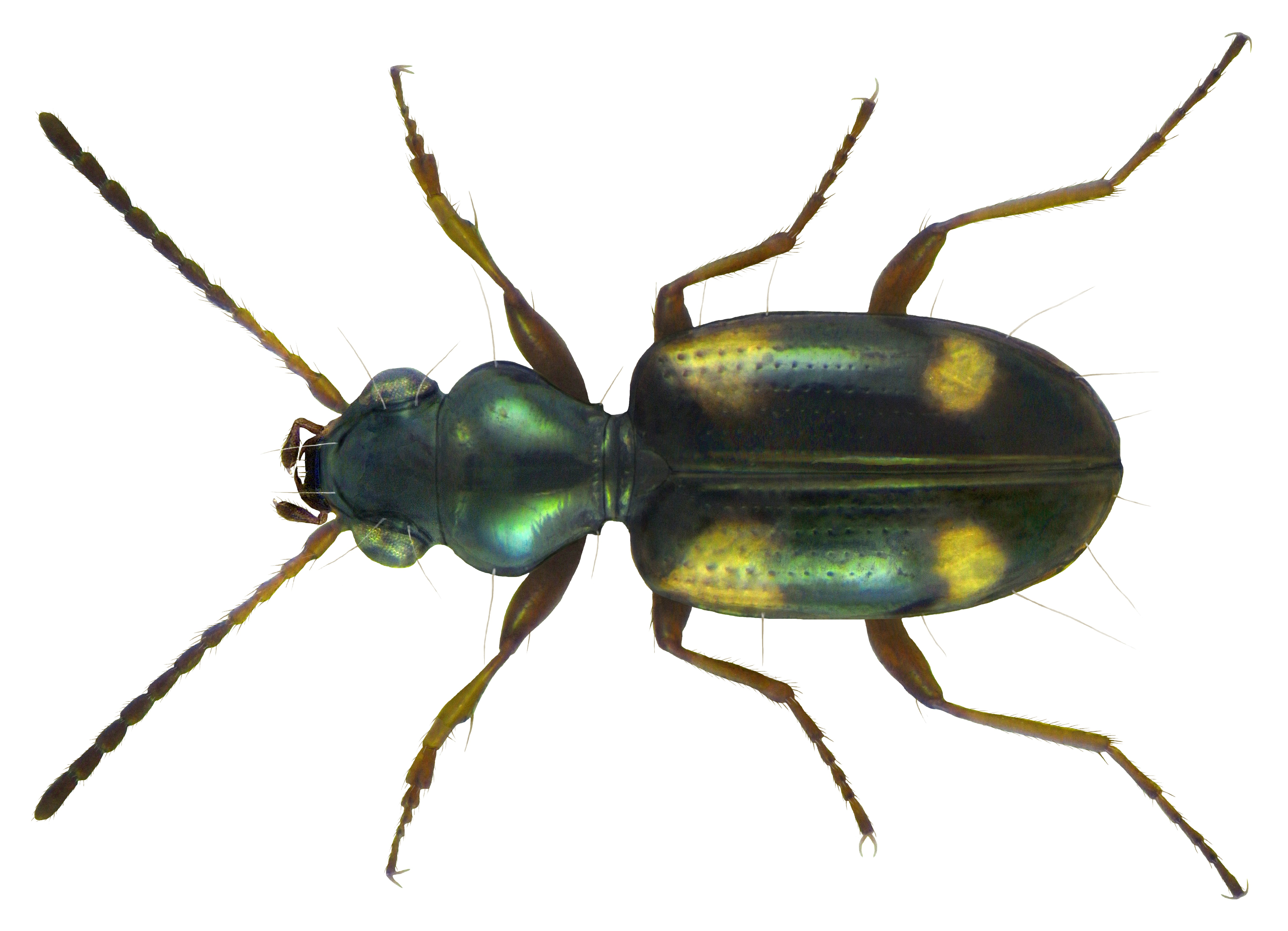